# Langkopadelaarsrog
Aetobatus flagellum is een vissensoort uit de familie van de Aetobatidae. De wetenschappelijke naam van de soort is voor het eerst geldig gepubliceerd in 1801 door Marcus Elieser Bloch en Johann Gottlob Schneider.